# Ceia
A ceia é uma refeição leve feita ao fim da noite, feita antes de se ir dormir e depois do jantar. É um tipo de refeição que entrou em desuso e, hoje em dia, são relativamente poucas as pessoas que realmente ceiam (ou seja, efetuam a ceia). Como regionalismo, "ceia" poderá também referir-se ao pão que se distribui aos trabalhadores como última refeição do dia, em ambientes agrícolas.